# L'ultimo treno per Kathmandu
L'ultimo treno per Kathmandu (The Night Train to Kathmandu) è un film per la TV del 1988, interpretato da una giovanissima Milla Jovovich, Eddie Castrodad e Pernell Roberts.

## Trama
La famiglia del professor Jeff MacLeod si trasferisce in Nepal per lavoro, nella città di Kathmandu. Durante il viaggio in treno Lilith, figlia del professore, si imbatte in Joharv, un ragazzo dall'aspetto povero in cerca della favolosa città incantata.